# Hermosilla azurea
Hermosilla azurea är en fiskart som beskrevs av Oliver Peebles Jenkins och Barton Warren Evermann, 1889. Hermosilla azurea ingår i släktet Hermosilla och familjen Kyphosidae. IUCN kategoriserar arten globalt som livskraftig. Inga underarter finns listade i Catalogue of Life.